# Svjatoslav Vakartjuk
Svjatoslav Ivanovytj Vakartjuk (ukrainska: Святосла́в Іва́нович Вакарчу́к; med smeknamnet Cла́вa, Slava), född 14 maj 1975 i Muchatjevo i Ukrainska SSR (Sovjetunionen), är en ukrainsk rocksångare, låtskrivare och politiker. Han är medgrundare och ledare av Okean Elzy, en av Ukrainas mest populära musikgrupper som han skriver den mesta musiken till. Han är även verksam som talesman för ukrainsk nationalism och i samhällsfrågor; Okean Elzy spelade vid både orangea revolutionen och Euromajdan i  Kiev. 2007–08 satt Vakartjuk som folkdeputerad i radan, det ukrainska parlamentet. Han är kandidat i valet 2019 för det liberala och provästliga partiet Holos.

## Biografi

### Bakgrund och musik
Svjatoslav Vakartjuk föddes 14 maj 1975 i Muchatjevo i västligaste delen av Ukrainska SSR, idag del av Transkarpatiens oblast vid gränsen mot Ungern. Hans far är Ivan Vakartjuk, fysiklärare på Lvivs universitet – och åren 1990–2007 dess rektor. 2007–10 innehade Ivan Vakartjuk posten som Ukrainas utbildnings- och vetenskapsminister.

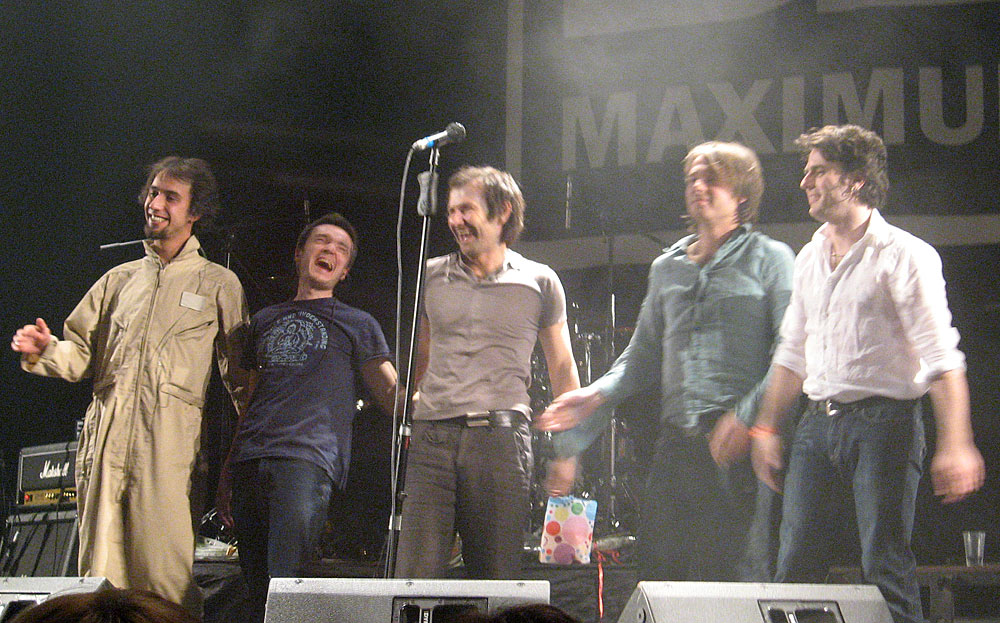
Vakartjuk är centralgestalten i rockgruppen Okean Elzy.

Sonen Vakartjuk var 1994, vid 19 års ålder, medgrundare av rockgruppen Okean Elzy. Vid den tiden var han en arbetslös student i Lviv. Han hade planer på att flytta till Kanada för att kunna försörja sig efter sina studier i fysik, men slog de tankarna ur hågen när han upptäcte att man i Kanada mer sökte arbetskraft som var utbildad inom samhällsvetenskapliga ämnen.
Så istället bildade Vakartjuk, basisten Jurij Chustotjka och några kompletterande musiker bandet Okean Elzy. Efter en mindre hit 1996 fick de kontakter i Kiev, dit de två år senare flyttade sin verksamhet i samband med deras debutalbum Tam de nas nema.
Vakartjuk har därefter varit centralfiguren i Okean Elzy, genom sin sång, scenpersonlighet (delvis inspirerad av Freddie Mercury) och låtskrivande. När tre av medlemmarna lämnade bandet 2003–04 ersattes de snart av nya musiker, och de nästföljande albumen blev minst lika framgångsrika.
Åren 2008–09 låg gruppen i en tvåårig träda, medan Vakartjuk ägnade sig åt andra aktiviteter (se nedan). 2008 gav han bland annat ut sitt första soloalbum – Vnotji ('På natten') – ett eklektiskt album som blandade jazz, folkmusik och andra stilar. På albumproduktionen deltog dock ett antal av Okean Elzys musiker. 2011 återkom Vakartjuk med sitt andra album – Brjussel ('Bryssel').

### Politik och samhällsfrågor
Vakartjuk har visat ett intesse för samhällsfrågor och politisk. Detta ledde bland annat till att Okean Elzy 2004  under "orangea revolutionen", framträda på Självständighetstorget i Kiev. September 2005 utsåg FN:s utvecklingsprogram Vakartjuk till goodwill-ambassadör för ukrainsk ungdom, en roll han innehade fram till september 2007. Han hade dessförinnan blivit utsedd till "hedersambassadör för ukrainsk kultur" (2003) och hedersrådgivare till Ukrainas president i ungdomsfrågor (2005).
Vid nyvalet till parlamentet 30 september 2007 blev Vakartjuk också invald till Verchovna Rada som nummer 15 på listan för valalliansen Vårt Ukraina - Folkets självförvarsblock, det vill säga som ett av de så kallade orangea partierna. September 2007 inträdde Vakartjuk som folkdeputerad (parlamentsledamot), och han var samtidigt medlem av radans utskott för yttrandefrihet. Vakartjuk trädde september 2008 tillbaka från sin politikerroll, enligt honom själv på grund av den politiska situationen.
Vakartjuk  har dock fortsatt att uttala sig i politiska och ukrainska frågor. Vintern 2014 spelade Okean Elzy på Självständighetstorget (Kiev) i Kiev i samband med Euromajdan-demonstrationerna. I mars samma år intervjuades han av CNN, där han menade att den orangea revolutionen bara handlade om politik medan kampen 2014 var en fråga om moral och mänskliga rättigheter.
19 mars 2014 presenterade Vakartjuk en tiopunktslista på Okean Elzys officiella Facebooksida. Det var en appell riktad till Ukrainas styrande, där han manade till samling, att samarbeta så att alla Ukrainas regioner kan känna sig delaktiga, tala med vanligt folk och förklara vad som händer. Han uppmanade de styrande att se till så Ukraina hade en militär som kunde försvara landets territorium. Samtidigt bad han landets politiker att skaka hand med sina meningsmotståndare, eftersom han idag (mars 2014) bara såg en tydlig skiljelinje – en som åtskiljde folk som ville ha ett starkt Ukraina från folk som inte ville ha det.
Vakartjuk har fortsatt att föreläsa om sin syn på Ukrainas problem, dess orsaker och möjliga lösningar. I oktober 2015 var han inbjuden till Harvard University och deras ukrainska forskningsinstitut. Där beskrev Vakartjuk de fem viktigaste sakerna för att kunna nå ett framgångsrikt Ukraina som följande: 1. titta framåt, inte bakåt, 2. (som Lord Palmerston:) varken fiender eller vänner, men intressen, 3. vi är där vi är, 4. tänk långsiktigt, ett steg i taget och 5. gynna både rörelserna uppåt och nedåt. Vakartjuk såg misstron som Ukrainas största fiende, vilket enligt honom speglas i att ukrainare varken litar på myndigheter, medmänniskor eller sin egen förmåga (att förändra).

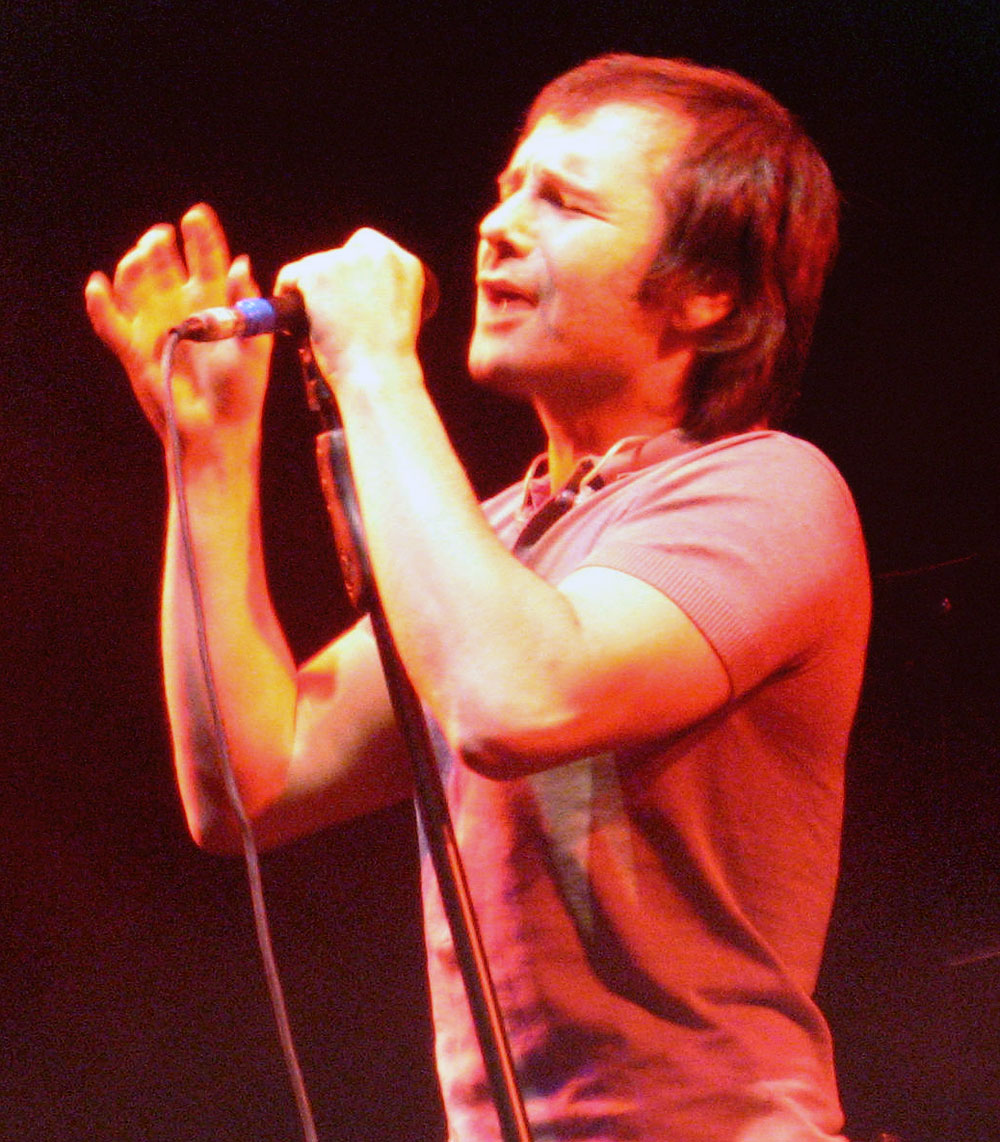
Vakartjuk vid en konsert 2008.

### Persjyj miljon ("Första miljonen")
2005 deltog Vakartjuk i TV-programmet Chto chotje staty miljonerom? Persjyj miljon (del av den ukrainska versionen av Vem vill bli miljonär). Genom att svara korrekt på alla frågorna vann han förstapriset på 1 miljon hryvnja. Han donerade sin vinst till välgörande ändamål.

### Studier
2009 slutförde Svjatoslav Vakartjuk sin studier i fysik på Lvivs universitet och avlade examen i teoretisk fysik. Under tiden låg Okean Elzy i en tvåårig malpåse.

## Stil och betydelse
Vakartjuks röst har beskrivits som en tenorröst med lätt vibrato, som används till låttexter om förlorad kärlek och ödets ironier.
Svjatoslav Vakartjuk har, genom sina insatser med Okean Elzy och sin sociala och politiska aktiviteter i övrigt, blivit en välkänd figur i ukrainskt samhällsliv. Den ukrainska tidningen Korrespondent listade honom 2008 på plats 55 av de 100 mest inflytelserika personerna i Ukraina.

## Verklista

### Album med Okean Elzy
Se Okean Elzy

### Soloalbum
- 2008 – Vnotji (ukrainska: Вночі, 'På natten')
- 2011 – Brjussel (Брюссель, 'Bryssel')

### Musikvideor
- 2009 — "Ne opuskaja svoj otji" (Не опускай свої очі, 'Sänk inte dina ögon')
- 2011 — "Airplane"
- 2011 — "Adrenalin" (Адреналін)